# Міжнародний бієнале ілюстрації у Братиславі
Міжнаро́дний бієна́ле ілюстра́ції у Братисла́ві (БІБ) (словац. Bienále ilustrácií Bratislava) — великий міжнародний конкурс ілюстрацій книг для дітей та юнацтва, що проводиться кожні два роки, починаючи з 1967 року. Проходить у столиці Словаччини Братиславі. Конкурс проводиться під патронажем ЮНЕСКО, за сприяння словацького відділення Міжнародної ради з дитячої та юнацької літератури (IBBY) та Міністерства культури Словаччини. Відомий також як словац. BIB та Бібіана (словац. Bibiana).

## Загальна інформація
Міжнародний бієнале ілюстрації у Братиславі проходить восени кожного непарного року.
У рамках бієнале присуджуються такі нагороди:
- 1 Гран-прі (Grand Prix BIB);
- 5 премій «Золоте яблуко» (BIB Golden Apple);
- 5 «Тарілок» (BIB Plaques);
- Спеціальні «Подяки видавництву» (Honorary Mention to a Publishing House);
- З 1993 також вручається спеціальний приз дитячого журі (BIB Children's Jury Award).

Крім конкурсної частини, програма Бібіани включає велику освітню та культурну складові. Щоразу проводяться тематичні міжнародні симпозіуми, пов'язані з оформленням дитячих книг. З 1983 року відбуваються тематичні практикуми під керівництвом відомих художників-ілюстраторів. Також проводяться виставки, спектаклі, виставки книг, зустрічі з художниками, презентації, шоу, кінопокази тощо. Спеціалізовані виставки BIB проводяться не лише у Словаччині, а й у десятках країн по всьому світу.
За роки існування Бібіани в ній брало участь понад шість тисяч художників із понад ста країн. Кількість представлених ілюстрацій перевищила 50 тисяч.

## Володарі гран-прі
| Рік  | Ім'я                         | Країна         |
| ---- | ---------------------------- | -------------- |
| 1967 | Yasuo Segawa                 | Япония         |
| 1969 | Eva Bednářová                | ЧССР           |
| 1971 | Andrzej Strumillo            | ПНР            |
| 1973 | Lieselotte Schwarz           | ФРГ            |
| 1975 | Nikolaj Popov                | СССР           |
| 1977 | Ulf Löfgren                  | Швеция         |
| 1979 | Klaus Ensikat                | ГДР            |
| 1981 | Roald Als                    | Дания          |
| 1983 | Dušan Kállay                 | ЧССР           |
| 1985 | Frédéric Clément             | Франция        |
| 1987 | Hannu Taina                  | Финляндия      |
| 1989 | Marian Murawski              | ПНР            |
| 1991 | Stasys Eidrigevicius         | Польша         |
| 1993 | Lorenzo Mattoti              | Италия         |
| 1995 | John Rowe                    | Великобритания |
| 1997 | Martin Jarrie                | Франция        |
| 1999 | Etsuko Nakatsuji             | Япония         |
| 2001 | Eric Battut                  | Франция        |
| 2003 | Iku Dekune                   | Япония         |
| 2005 | Ali Reza Goldouzian          | Иран           |
| 2007 | Einar Turkowski              | Германия       |
| 2009 | Josep Antoni Tássies Penella | Испания        |
| 2011 | Eunyoung Cho                 | Ю. Корея       |
| 2013 | Evelyne Laube, Nina Wehrle   | Швейцария      |
| 2015 | Laura Carlin                 | Великобритания |
| 2017 | Ludwig Volbeda               | Нидерланды     |
| 2019 | Hassan Moosavi               | Иран           |
| 2021 | Elena Odriozola              | Испания        |
| 2023 | Paloma Valdivia Barria       | Чили           |